# Caminhos de Ferro do Nordeste
Os Caminhos de ferro do Nordeste (CFN) (em alemão:   Schweizerische Nordostbahn-NOB) foram fundada em 1853 em Zurique e foram comprados pelos Caminhos de Ferro Federais em 1902.
A companhia explorava directamente ou em colaboração 853 km de linha de caminho de ferro, e era a maior companhia ferroviária da Suíça antes da formação da Companhia do Jura-Simplon em 1890. Nasceram da fusão da Caminhos Nordeste Suíça com a Companhia Zurique-Lago de Constança e quedas do Reno. 
A Nordeste Suíça mais conhecida (em alemão:   Spanischbrötlibahn) tinha tomado em 1846 os projectos da defunta Companhia Bâle-Zurich mas tal como eles não conseguiram terminar com as questões levantadas com o trajecto da linha que passava pelos cantões suíços de Zurich, Argóvia e das duas Bales (Basileia-Cidade e Basileia-Campo.
Alfred Escher, sustentava o financiamento do sector ferroviário pelos fundos privados e não pelos públicos, pois que promotor do Credit Suisse, foi o primeiro iniciador económico e político dos caminhos de ferro do Nordeste. A companhia começou a assegurar a ligação Zurique-Lago de Constança entrando assim em concorrência com a próspera Compagnie de l'Union-Suisse que tinha escritórios em Saint-Gall.

## Aquisições
Na luta pelo ligação ferroviária Norte-Sul, aliaram-se cerca de 1865 com o Projecto do Gotardo que foi possível depois da assinatura da Convenção do Gotardo.   
Em  1875 sós ou em colaboração constroem a linha de Bözberg e a linha do Sul da Argóvia com ligação das duas redes com o linha do Gotardo. A CFN construiu o viaduto da quedas do rio Reno, (1856), de Coblença (1859) e de Eglisau (1894), as da cidade de Zurique (1894), assim como a estação central de Zurique obra de Jakob Friedrich Wanner em 1871.

## Material rodante
Em 1882, a empresa possuía 142 locomotivas a vapor, 488 carros de passageiros e 2.400 vagões de carga.

## Anexação
Depois de inúmeras peripécias, disputas e quase falência a companhia dos Caminhos de ferro do Nordeste foram integrados, por votação popular, aos Caminhos de Ferro Federais (CFF) a 1 de Janeiro de 1902.